# 眼帶連鰭喉盤魚
眼帶連鰭喉盤魚為輻鰭魚綱喉盤魚目喉盤魚科的其中一種，分布於西印度洋區，從坦尚尼亞至南非海域，體長可達4.7公分，屬底棲性魚類，生活習性不明。

## 擴展閱讀
維基物種上的相關：眼帶連鰭喉盤魚